# Lijst van koningen van Rohan
Dit is een lijst van de koningen van Rohan. In J.R.R. Tolkiens fictieve wereld Midden-aarde wordt Rohan geregeerd door koningen. De eerste lijn stamde af van Léod, een koning van de Éothéod. Twee keer is er een tak van de regerende dynastie in mannelijke lijn uitgestorven, maar in beide gevallen is het koningschap overgegaan op een neef van de koning, zodat de Rohirrim gedurende de beschreven geschiedenis van het volk door afstammelingen van de eerste koning wordt geregeerd. De jaartallen zijn, tenzij anders vermeld, die van de Derde Era.

## Eerste Tak

### Eorl
Eorl de Jonge, zoon van Léod, regeerde van 2510 tot 2545.

### Brego
Brego volgde zijn vader Eorl op toen deze werd gedood in 2545 bij de Slag in het Wold. Hij versloeg de vijanden van Rohan, de Oosterlingen en de Donkerlanders, en wist zo vrede te brengen in zijn land. Onder zijn leiding werd de Gouden Hal van Meduseld gebouwd en werd Edoras de hoofdstad van zijn rijk. 
In het tweede deel: The Two Towers van de verfilming van In de Ban van de Ring rijdt Aragorn op een paard genaamd Brego, dat vernoemd was naar deze koning.
Brego's oudste zoon, Baldor, zwoer in zijn trots dat hij de Paden der Doden zou nemen. Hij keerde nooit meer terug. In het boek In de Ban van de Ring komen Aragorn en zijn gevolg het skelet van Baldor tegen als zij de Paden der Doden nemen. Een jaar na Baldors dood, in 2570, stierf Brego van verdriet. Aldor, zijn tweede zoon, werd toen koning.

### Aldor
Aldor de Oude werd in 2570, op 26-jarige leeftijd, de derde koning van Rohan. Zijn bewind was rustig en vredig. De Donkerlanders werden verdreven tot achter de Isen, het oude fort Dunharg werd in gebruik genomen en zijn volk vermeerderde zich.
Aldor regeerde 75 jaren lang over Rohan, tot het jaar 2645. In dit jaar overleed hij op de respectabele leeftijd van 102 (vandaar dat hij ook wel de oude wordt genoemd) en werd opgevolgd hij door zijn zoon Fréa.

### Fréa
Fréa, was zelf al 75 jaar toen hij in 2645 zijn vader opvolgde. Hij was het vierde kind van Aldor en had drie oudere zussen. Hij regeerde slechts 14 jaar, waarna hij werd opgevolgd door zijn zoon Fréawine.

### Fréawine
Fréawine werd in het jaar 2659 koning van Rohan. Hij was toen inmiddels al 65 jaar en zat 21 jaren op de troon. Hij was 51 toen Aldor de oude overleed en had ook al kleinkinderen. Sterker nog, toen Aldor stierf waren er vijf generaties van koninklijken bloede in leven: Aldor, Fréa, Fréawine, Goldwine en Déor, alhoewel de laatste pas 1 jaar oud was. Zijn naam betekent waarschijnlijk vriend van Fréa, wat op zich niet zo raar zou zijn omdat ze beiden samen lang moesten wachten op het koningschap.

### Goldwine
Goldwine regeerde van 2680 tot 2699. Gedurende zijn regeerperiode ging het Rohan nog steeds goed, alhoewel de Donkerlanders wel langzaamaan terug begonnen te komen. Zijn naam betekent Goud-vriend, wat in deze voorspoedige tijden van Rohan niet vreemd is.

### Déor
Déor was de zevende koning van Rohan. Tijdens het bewind van Déor kwamen de oude vijanden van de Rohirrim, de Donkerlanders, weer terug. Aldor had lange tijd geleden de Donkerlanders verdreven en ook Déor reed ten strijde. Hij wist ze te verslaan. De Donkerlanders hadden echter Isengard ingenomen en dit sterke fort kon niet worden ingenomen. Rohan hadden daarom te kampen met een continue dreiging uit het noorden. Déor zou 19 jaar regeren, waarna zijn zoon Gram het koningschap in het jaar 2718 zou overnemen.

### Gram
Gram was de achtste koning van Rohan. In het jaar 2718 besteeg hij de troon in Edoras. Gram zette de strijd tegen de Donkerlanders voort. Vanuit het Isengard pleegden de Donkerlanders overvallen op Rohan maar het was een te sterke veste om door Gram veroverd te worden. Gram stierf in het jaar 2741 en werd opgevolgd door zijn zoon Helm, die nog veel problemen zou ondervinden van deze vijanden van Rohan.

### Helm
Helm Hamerhand, regeerde van 2741 tot 2759.
Helms twee zonen worden vermoord door Donkerlanders gedurende de lange winter. Zijn neef Fréaláf wordt de eerste koning van de Tweede Tak.

## Tweede Tak

### Fréaláf
Fréaláfs voorganger, Helm Hamerhand, was samen met zijn twee zonen gesneuveld in de strijd tegen de Donkerlanders waardoor er geen directe troonopvolger meer was. Fréaláf Hildeszoon, die de neef was van Helm, werd daarom in het jaar 2759 de tiende koning van Rohan. Het land verkeerde in die tijd door de invasie van de Donkerlanders in een staat van chaos. Fréaláf wist Edoras te heroveren en doodde daarbij hun leider, Wulf.
Ondertussen was Gondor ook als overwinnaar tevoorschijn gekomen in hun eigen strijd en zond hulp naar Rohan. Zo werden de Donkerlanders verdreven, zelfs uit de veste Isengard. Niet lang hierna zou Saruman met goedkeuring van de stadhouder van Gondor Isengard betrekken; onder de voorwaarde dat hij deze plek zou beschermen tegen de vijanden van Rohan en Gondor. 
Fréaláf regeerde 39 jaar en zou na zijn dood in 2798 opgevolgd worden door zijn zoon Brytta Léofa.

### Brytta
Brytta Léofa was de tweede koning van de Tweede Tak. Hij werd door zijn volk ook wel Léofa genoemd, omdat hij een zeer geliefde koning was, die zeer vrijgevig was, en zich bekommerde om alle hulpbehoevenden. 
Toen hij zijn vader opvolgde in 2798, woedde de hevige oorlog tussen de dwergen en de orks in Moria, die in 2799 zijn hoogte- en eindpunt kende in de Slag van Azanulbizar. De Orks vluchtten naar het zuiden door Rohan richting de Ered Nimrais. Ze maakten daar talrijke forten, maar Brytta Léofa veroverde en vernietigde ze. Na zijn dood dacht men dat ze allemaal waren opgespoord.

### Walda
Over Walda is er niet zo veel bekend omdat hij maar 9 jaar regeerde, de kortste periode van alle koningen van Rohan.
Bij de dood van zijn vader dacht men dat alle orkvestingen waren vernietigd, maar niets was minder waar. Walda werd in het jaar 2851 gedood, doordat hij en zijn metgezellen in de val werden gelokt terwijl ze langs de bergpaden van Dunharg reden. Hierop deed zijn zoon, Folca, de volgende eed: dat hij op geen enkel wild beest zou jagen zolang er nog een ork in Rohan was, ondanks dat hij een fervent jager was.

### Folca
Folca de Jager was de dertiende koning van Rohan. Folca wreekte zijn vader door alle orks te verjagen uit zijn koninkrijk. Hij verdiende zijn bijnaam De jager door zijn getoonde dapperheid tijdens de jacht. Na 13 jaar koningschap, overleed hij aan verwondingen na een jachtpartij op de beer van Everholt. Hij werd opgevolgd door zijn zoon Folcwine in 2864.

### Folcwine
Folcwine regeerde Rohan van 2864 tot 2903.
In 2903 volgde Fengel hem op

### Fengel
Fengel leefde van het jaar 2870 tot 2935. De Rohirrim denken niet met veel eer aan hem terug omdat hij begerig was naar eten en goud en veel ruzie zocht met de mensen om hem heen. Zelfs zijn zoon Thengel kon niet met hem overweg. Fengel was het vierde kind en derde zoon van Folcwine, maar omdat zijn twee oudere broers, Folcred en Fastred, waren gevallen in de slag in Ithilien volgde hij zijn vader op in het jaar 2903 van de derde era. Zijn naam betekent simpelweg 'koning'. Na zijn dood keerde Thengel met tegenzin terug naar Rohan.

### Thengel
Thengel leefde van het jaar 2905 tot 2980. Omdat hij slecht met zijn vader kon opschieten woonde hij lange tijd in Lossarnach, waar zijn moeder Morwen vandaan kwam, in Gondor, waar hij diende onder stadhouder Turgon. Na de dood van zijn vader keerde Thengel met tegenzin terug naar Rohan. Hij had twee kinderen: Théoden, die hem opvolgde als koning, en Théodwyn, de moeder van Éomer en Éowyn.

### Théoden
Théoden Ednew, regeerde van 2980 tot 3019.
Théodens enige zoon, Théodred, wordt gedood bij de eerste slag bij de Isen. Théoden zelf komt om tijdens de Slag van de Velden van Pelennor. Zijn neef Éomer wordt de eerste koning van de Derde Tak.

## Derde Tak

### Éomer
Éomer Éadig, regeerde van 3019 in de Derde Era tot het jaar 63 van de Vierde Era.

### Elfwine
Elfwine de Schone was de 19de koning van Rohan, en de eerste zoon van Éomer en Lothíriel, de dochter van prins Imrahil van Dol Amroth.